# ОШ „Радоје Домановић” Нови Београд
ОШ „Радоје Домановић“ једна је од основних школа на Новом Београду. Налази се у улици Булевар уметности 31 у Блоку 28.

## Историјат
Школа је основана 1952. године у Шафариковој улици у општини Стари град, а зграда у којој се данас налази на Новом Београду изграђена је 1974. године. Школу је пројектовао архитекта Јанез Лајовиц, њена конструкција подсећа на детелину, па је ученици тако и зову. Почетком школске 1973/1974. године школу је похађало око 1200 ученика. Радни век школа је започела у Шафариковој улици 8, на месту где се данас налази Специјална школа за децу са оштећеним видом „Драган Ковачевић”.
Школа је званично почела са радом 12. октобра 1954. године. У школском дворишту налази се бронзана биста Радоја Домановића, а постављена је поводом двадесетпетогодишњице постојања школе, дело је вајара Небојше Митрића. Поред ње налази се биста курира Драгана Ковачевића.
Школу Радоје Домановић похађали су Жељко Ожеговић, Александар Гаталица, Ана Софреновић, Иван Илић и многе друге познате личности.